# Syncope (medisch)
Syncope (spreek uit: sin-ko-pee), collaps of informeel flauwvallen is een kortdurende en vanzelf-overgaande bewusteloosheid veroorzaakt door een verminderde bloedtoevoer naar de hersenen. Syncope is een vorm van wegraking, gedefinieerd als een 'kortdurende, vanzelf overgaande bewusteloosheid niet ten gevolge van een hersenschudding'. Het bewustzijnsverlies leidt tot verlies van lichaamshouding door het wegvallen van de spiertonus.

## Mechanismen
Er is een viertal hoofdgroepen van oorzaken die ertoe leiden dat de bloedtoevoer naar de hersenen tijdelijk onvoldoende wordt:

#### Het hart via ofwel ritmestoornissen ofwel structurele hartziekten
Bij ritmestoornissen gaat het meestal om een versnelling of vertraging van de hartslag tot aan een stilstand toe, waardoor de bloedsomloop vrij abrupt stagneert. Syncope door een ritmestoornis kan onder allerlei omstandigheden optreden, zowel in rust als tijdens inspanning. Mogelijk bijkomende verschijnselen zijn pijn op de borst en hartkloppingen, veel moe zijn en aanhoudende hoofdpijn, wat kan resulteren in een collaps.

#### Onvoldoende vocht in het lichaam (hypovolemie)
Hypovolemie komt meestal voor samen met andere aandoeningen, en is ook te kenmerken als uitdroging. Het is zelden een geïsoleerde oorzaak van syncope. De kans op syncope door hypovolemie is het grootst in staande houding. Een zeldzame oorzaak, meestal zal de uitdroging ook duidelijk zijn.

#### Autonoom falen
Indien het autonome zenuwstelsel faalt, worden bloedvaten in de benen onvoldoende samengeknepen in staande houding, zodat het bloed naar de benen zakt. De bloeddruk zakt vanaf het moment van opstaan (orthostatische hypotensie) en kan binnen seconden tot vele minuten een niveau bereiken waarbij de hersenen niet meer optimaal functioneren. Het komt bij tieners net na de groeispurt zo vaak voor dat het vrijwel normaal mag worden genoemd. In dit geval is behandeling vrijwel nooit nodig; een advies om voor het opstaan even rechtop te zitten is meestal voldoende. Na een paar jaar is het probleem voorbij. Autonoom falen wordt daarnaast wel door medicatie veroorzaakt, vervolgens door ziekten zoals nierziekten en suikerziekte, en soms door neurologische degeneratieve ziekten.

#### Reflexsyncope
Het lichaam kent een reflex waardoor de bloeddruk zakt en het hart trager slaat; deze reflex werkt door stimulatie van het autonome zenuwstelsel (nervus vagus).  Door het stimuleren van de nervus vagus ontstaat er een perifere vasodilatatie en bradycardie, wat tot een syncope kan leiden. De reflex kan op talloze wijzen uitgelokt worden, waarvan de bekendste de vasovagale syncope betreft, waarbij angst, een soms geringe lichamelijke pijnprikkel, zoals door bloedprikken of door een injectie, of het zien van bloed, de reflex uitlokken. Reflexsyncope is verreweg de meest voorkomende maar ook de meest onschuldige vorm van syncope.
Alle vier de hoofdvormen kunnen onderverdeeld worden in diverse andere vormen. Alle vormen hebben enkele kenmerken gemeen, namelijk die welke gerelateerd zijn aan verminderde bloeddoorstroming van hersenen en ogen. Deze verschijnselen zijn donker zien (niet altijd), de bewusteloosheid zelf (altijd), schokken tijdens de bewusteloosheid (niet altijd), urine-incontinentie (niet altijd), braken (niet altijd) en omvallen. In alle vormen treedt het herstel van bewustzijn vrij snel op, en is de betrokkene snel goed bij, welke kenmerken kunnen helpen bij het onderscheid met epilepsie, dat ook tot een wegraking kan leiden.

## Wat is géén syncope?
De terminologie van syncope en verwante aandoeningen is een van de meest verwarrende in de hele medische wereld. In Nederland wordt ook wel het woord 'collaps' gebruikt, maar dat wordt in de praktijk voor alle mogelijke aandoeningen gebruikt die met een val gepaard gaan, waaronder zelfs aanvallen die niet met bewusteloosheid gepaard gaan. Toestanden waarbij het bewustzijn niet verloren is, kunnen geen wegraking en dus geen syncope zijn. Dit betreft bijvoorbeeld het zg. hyperventilatiesyndroom en angststoornissen. Angst kan op zich weliswaar syncope uitlokken, maar dan is er sprake van zowel angst als syncope; een angstaanval alleen is geen syncope. Een TIA of een beroerte veroorzaken vrijwel nooit bewusteloosheid, en lijken er voor een medicus dan ook niet op. Andere vormen van wegrakingen kunnen wel op syncope lijken, maar zijn het niet. Dit betreft tonisch-clonische aanvallen van epilepsie, en het zg. subclavian steal syndroom.